# Portugal International 1997
Die Portugal International 1997 fanden vom 16. bis zum 19. Januar 1997 in Caldas da Rainha statt. Auf der IBF-Turnierskala erreichte es die Wertung A. Es war die 32. Auflage dieser internationalen Titelkämpfe von Portugal im Badminton.

## Sieger und Platzierte
| Disziplin    | Gold                          | Silber                             | Bronze                                    |
| ------------ | ----------------------------- | ---------------------------------- | ----------------------------------------- |
| Herreneinzel | Peter Janum                   | Fernando Silva                     | Pedro Vanneste                            |
| Herreneinzel | Peter Janum                   | Fernando Silva                     | Martin Hagberg                            |
| Dameneinzel  | Anne Gibson                   | Tracey Hallam                      | Tanja Berg                                |
| Dameneinzel  | Anne Gibson                   | Tracey Hallam                      | Karolina Ericsson                         |
| Herrendoppel | Hugo Rodrigues Fernando Silva | Russell Hogg Kenny Middlemiss      | Ernesto García Arturo Ruiz                |
| Herrendoppel | Hugo Rodrigues Fernando Silva | Russell Hogg Kenny Middlemiss      | Antonio Miranda Francisco Molina          |
| Damendoppel  | Tracey Hallam Karen Peatfield | Dolores Marco Esther Sanz          | Patricia PérezPatricia Perez Maria Torres |
| Damendoppel  | Tracey Hallam Karen Peatfield | Dolores Marco Esther Sanz          | Ana Ferreira Francis Pereira              |
| Mixed        | Russell Hogg Karen Peatfield  | Kenny Middlemiss Elinor Middlemiss | Andrej Pohar Maja Pohar                   |
| Mixed        | Russell Hogg Karen Peatfield  | Kenny Middlemiss Elinor Middlemiss | Hugo Rodrigues Ana Ferreira               |

## Finalergebnisse
| Disziplin    | Sieger                        | Finalist                           | Ergebnis    |
| ------------ | ----------------------------- | ---------------------------------- | ----------- |
| Herreneinzel | Peter Janum                   | Fernando Silva                     | 15-9, 15-2  |
| Dameneinzel  | Anne Gibson                   | Tracey Hallam                      | 12-10, 11-4 |
| Herrendoppel | Fernando Silva Hugo Rodrigues | Kenny Middlemiss Russell Hogg      | w.o.        |
| Damendoppel  | Karen Peatfield Tracey Hallam | Dolores Marco Esther Sanz          | 15-1, 15-10 |
| Mixed        | Russell Hogg Karen Peatfield  | Kenny Middlemiss Elinor Middlemiss | w.o.        |